# The Nekci Menij Show
The Nekci Menij Show е интернет анимация в YouTube. Създадена е от Дейвид Монгър.

## Сюжет
Сериите са пародии на поп певиците. Направени са в стила на The Uncle Dolan Show. Главната героиня е Неки Мениж (пародия на Ники Минаж). Там певиците често рекламират нещата си.

## Песни
Началната мелодия е Starships на Ники Минаж. Правили са пародии и на други песни на Ники Минаж – I Am Your Leader и The Boys.

## Герои
В Mashable Дейвид Морган споделя повече за героите. За рождения ден на приятелката си той нарисувал Ники Минаж в стила на „The Uncle Dolan Show“. Един ден той се събудил и имал идея за други герои.
- Неки Мениж (Ники Минаж)
- Рена (Риана)
- Бринти (Бритни Спиърс)
- Гагс (Лейди Гага)
- Кети Пър (Кейти Пери)
- Бейънсе (Бионсе)
- Медоунър (Мадона)
- Екстин (Кристина Агилера) – къщата ѝ е направена от непродадени копия на „Bionic“[4]
- Кешър (Ke@$h£r, Кеша)
- Адол (Адел) – в шоуто има много шеги за теглото ѝ.
- Мърна енд дъ Даймъндс (Марина енд дъ Даймъндс) – тя участво само в 5 епизод.